# النا تساگرینو
النا تساگرینو (به انگلیسی: Elena Tsagrinou) (زاده ۱۶ نوامبر ۱۹۹۴) خواننده، بازیگر، مجری تلویزیون یونانی است.
او نماینده قبرس در یوروویژن ۲۰۲۱ است.